# Баложи
Баложи (произношение) (на латвийски: Baloži) е град в североизточна Латвия, намиращ се в историческата област Видземе и е част от административен район Рига. Градът се намира на 12 km от столицата Рига.

## Население
През 2006 Баложи има постоянно население от 4481 души като етническата структура на града е както следва:
- Латвийци – 43,3%
- Руснаци – 36,4%
- Беларуси – 6,2%
- Украинци – 3,3%
- Поляци – 2,4%
- Литовци – 2,4%